# 七尾警察署
七尾警察署（ななおけいさつしょ）は、石川県警察の警察署の一つである。

## 所在地
- 石川県七尾市小島町九部4番地5

## 沿革
- 1954年（昭和29年）6月8日：警察法の施行により、「七尾警察署」に改称し七尾市警察の管轄から石川県警察の管轄に変更する。
- 2004年（平成16年）10月1日：旧・七尾市と鹿島郡田鶴浜町、中島町、能登島町が新設合併し、新・七尾市となったことにより、管轄市町村数が1市6町から1市3町となった。
- 2005年（平成17年）3月1日：鹿島郡の鳥屋町、鹿島町、鹿西町が新設合併し、中能登町となったことにより、管轄市町村数が1市3町から1市1町となった。
- 2021年（令和3年）11月：庁舎の老朽化に伴い、七尾市小島町（国道249号七尾田鶴浜バイパス沿い）に新築移転[1][2][3]。

## 管轄区域
- 七尾市
- 鹿島郡中能登町

## 組織
- 警務課
  - 警務係、警察安全相談係
- 留置管理課
  - 留置管理係、看守係
- 会計課
  - 会計係
- 生活安全課
  - 生活安全係、少年特犯係、少年補導係
- 地域課
  - 地域係、機動警ら係、船舶係
- 刑事課
  - 統計係、強行係、盗犯係、鑑識係、知能・組織犯罪対策係
- 交通課
  - 企画規制係、事故指導係
- 警備課
  - 警備係

## 交番
2025年時点。
中能登町内には交番を開設していない。
- 七尾駅前交番（七尾市神明町イ部17番地5）
- 七尾みなと交番（七尾市府中町員外25番18）
- 和倉交番（七尾市和倉町弐部13番地5）

## 駐在所
2025年時点。

### 七尾市
- 徳田駐在所（七尾市八幡町2部5番地）
- 三室駐在所（七尾市三室町76部21番地）
- 庵駐在所（七尾市庵町ソ30番地3）
- 大泊駐在所（七尾市大泊町崎谷178番地1）
- 石崎駐在所（七尾市石崎町エ部26番地3）
- 相馬駐在所（七尾市西下町3部10番地1）
- 田鶴浜駐在所（七尾市田鶴浜町リ部40番地）
- 西岸駐在所（七尾市中島町外イ部8番地7）
- 藤瀬駐在所（七尾市中島町藤瀬5部168番地甲1）
- 中島駐在所（七尾市中島町中島丙11番地1）
- 塩津駐在所（七尾市中島町塩津井部86番地）
- 能登島駐在所（七尾市能登島向田町ほ部11番地）

### 鹿島郡中能登町
- 鳥屋駐在所（鹿島郡中能登町末坂10部77番地2）
- 二宮駐在所（鹿島郡中能登町二宮レ部21番地1）
- 滝尾駐在所（鹿島郡中能登町井田81部15番地）
- 高畠駐在所（鹿島郡中能登町高畠ツ部131番地1）
- 鹿西駐在所（鹿島郡中能登町能登部下63部1番地）

### その他
- 船舶：いしかわ（七尾港常駐）